# Ariadne intermedia
Ariadne intermedia är en fjärilsart som beskrevs av Hans Fruhstorfer 1899. Ariadne intermedia ingår i släktet Ariadne och familjen praktfjärilar. Inga underarter finns listade i Catalogue of Life.